# Aldo Negri
Aldo Negri (Labin, 1914. – Vrsar, Stancija Crljenka, veljača 1944.), talijanski antifašist i partizan, diplomirani inženjer pomorskih znanosti.
Potjecao je iz obitelji socijalista. Približivši se istarskim komunistima, stupio je 1941. u komunističku partiju u kojoj je bio jedan od glavnih vođa za južnu Istru. Uhićen je 1943. ali je ubrzo nakon kapitulacije Italije oslobođen. Već 8. rujna 1943. predvodi narodni marš kojim je raspustio karabinijere iz podlabinskog garnizona. Pet dana poslije uz pomoć talijanskih i hrvatskih rudara uspijeva preuzeti nadzor nad ugljenokopom, porazivši Nijemce koji su započeli okupirati krajeve u Istri. Sljedećeg mjeseca nakon što su nacisti ponovno preuzeli nadzor nad ugljenokopom, Negri (unatoč uganutoj nozi) uspijeva pobjeći u šumu gdje nastavlja oružanu borbu protiv Nijemaca.
U studenom Negri postaje član Odbora za oslobođenje Istre, a 1944. izabran je za predstavnika talijanske manjine u ZAVNOH, udarivši temelje Uniji Talijana Istre i Rijeke. Smrtno je stradao od njemačke bajonete, dok se krio u stogu sijena na Stanciji Crljenka - Vrsar, nakon što je na putu iz Rovinja u Poreč prokazan pao u zasjedu sa svojim partizanskim drugovima.
Na mjestu stradavanja podignuto mu je spomen obilježje.
U spomen na Alda Negrija dodijeljen mu je orden "Heroja naroda".